# Eine kleine Nachtmusik
De Serenade voor strijkers nr. 13 in G majeur, KV 525 is een muziekstuk uit 1787 van Wolfgang Amadeus Mozart, beter bekend als Eine kleine Nachtmusik oftewel Een kleine serenade.
Het is geschreven voor een kamermuziekensemble van twee violen, altviool en cello, eventueel aangevuld met een contrabas. Het is een van de populairste werken van Mozart en wordt ook vaak uitgevoerd door strijkorkesten.
Hij schreef het stuk toen hij ook bezig was met zijn opera Don Giovanni en het is niet bekend waarom of voor wie hij het maakte. Het werk dateert van 1787 en werd pas in 1827 gepubliceerd, 36 jaar na Mozarts dood in 1791.

## Delen

Het thema uit het eerste deel

1. Allegro
2. Romanze: Andante
3. Menuetto: Allegretto
4. Rondo: Allegro

## Media
|  |                                |
|  | Deel I Allegro (download·info) |

|  |                               |
|  | Deel IV Rondo (download·info) |

- Biblioteca Nacional de España: XX2229005
- Bibliothèque nationale de France: cb139152541 (data)
- Catàleg d'autoritats de noms i títols de Catalunya: 981058523070606706
- Gemeinsame Normdatei: 300108508
- Library of Congress Control Number: n81078994
- MusicBrainz work: f334182c-42f7-4808-9576-6c73efe2c632
- Nationale bibliotheek van Australië: 35098815
- Nationale Bibliotheek van Israël: 987007581262205171
- Virtual International Authority File: 177348732